# Euplexia magnirena
Euplexia magnirena là một loài bướm đêm trong họ Noctuidae.